# Liste des monuments historiques du 18e arrondissement de Paris

Cet article recense les monuments historiques du 18e arrondissement de Paris, en France.

## Liste
| Monument                                                                               | Adresse                                                                         | Coordonnées                      | Notice         | Protection         | Date          | Illustration                                                                           |
| -------------------------------------------------------------------------------------- | ------------------------------------------------------------------------------- | -------------------------------- | -------------- | ------------------ | ------------- | -------------------------------------------------------------------------------------- |
| Basilique du Sacré-Cœur                                                                | 35 rue du Chevalier-de-La-Barre                                                 | 48° 53′ 13″ nord, 2° 20′ 35″ est | « PA75180004 » | Inscrit            | 2020          | Basilique du Sacré-Cœur                                                                |
| Bateau-Lavoir                                                                          | 13, 13 bis place Émile-Goudeau                                                  | 48° 53′ 10″ nord, 2° 20′ 16″ est | « PA00086734 » | Inscrit            | 1965          | Bateau-Lavoir                                                                          |
| Boulangerie                                                                            | 48 rue Caulaincourt                                                             | 48° 53′ 20″ nord, 2° 20′ 05″ est | « PA00086735 » | Inscrit            | 1984          | Boulangerie                                                                            |
| Boulangerie                                                                            | 128 rue Lamarck                                                                 | 48° 53′ 27″ nord, 2° 20′ 00″ est | « PA00086736 » | Inscrit            | 1984          | Boulangerie                                                                            |
| Boulangerie                                                                            | 159 rue Ordener rue Montcalm                                                    | 48° 53′ 36″ nord, 2° 20′ 17″ est | « PA00086737 » | Inscrit            | 1984          | Boulangerie                                                                            |
| La Cigale                                                                              | 120 boulevard de Rochechouart                                                   | 48° 52′ 56″ nord, 2° 20′ 25″ est | « PA00086739 » | Inscrit            | 1981          | La Cigale                                                                              |
| Cimetière de Montmartre * Chapelle Fournier * Chapelle Potocka                         | avenue Rachel                                                                   | 48° 53′ 16″ nord, 2° 19′ 49″ est | « PA75180002 » | * Inscrit * Classé | * 2013 * 2014 | Cimetière de Montmartre* Chapelle Fournier* Chapelle Potocka                           |
| Édicule Guimard de la station Abbesses                                                 | Place des Abbesses                                                              | 48° 53′ 04″ nord, 2° 20′ 20″ est | « PA00086748 » | Inscrit            | 2016          | Édicule Guimard de la station Abbesses                                                 |
| Édicule Guimard de la station Anvers                                                   | 70 boulevard de Rochechouart                                                    | 48° 52′ 58″ nord, 2° 20′ 38″ est | « PA00086749 » | Inscrit            | 2016          | Édicule Guimard de la station Anvers                                                   |
| Édicule Guimard de la station Barbès - Rochechouart (transféré à la station "Bolivar") | Boulevard de Rochechouart                                                       | 48° 53′ 02″ nord, 2° 20′ 58″ est | « PA00086750 » | Inscrit            | 2016          | Édicule Guimard de la station Barbès - Rochechouart (transféré à la station "Bolivar") |
| Édicule Guimard de la station Blanche                                                  | Boulevard de Clichy                                                             | 48° 53′ 01″ nord, 2° 19′ 58″ est | « PA00086751 » | Inscrit            | 2016          | Édicule Guimard de la station Blanche                                                  |
| Édicule Guimard de la station Pigalle                                                  | 16 boulevard de Clichy                                                          | 48° 52′ 56″ nord, 2° 20′ 17″ est | « PA00086752 » | Inscrit            | 2016          | Édicule Guimard de la station Pigalle                                                  |
| Édicule Guimard de la station Place de Clichy                                          | 130 boulevard de Clichy place de Clichy                                         | 48° 53′ 01″ nord, 2° 19′ 40″ est | « PA00086753 » | Inscrit            | 2016          | Édicule Guimard de la station Place de Clichy                                          |
| Église Saint-Bernard de la Chapelle                                                    | 6 bis rue Saint-Luc                                                             | 48° 53′ 10″ nord, 2° 21′ 19″ est | « PA75180001 » | Inscrit Classé     | 2012 2015     | Église Saint-Bernard de la Chapelle                                                    |
| Église Saint-Jean de Montmartre                                                        | 19 rue des Abbesses                                                             | 48° 53′ 03″ nord, 2° 20′ 17″ est | « PA00086740 » | Classé             | 2014          | Église Saint-Jean de Montmartre                                                        |
| Église Saint-Pierre de Montmartre                                                      | 2 rue du Mont-Cenis                                                             | 48° 53′ 12″ nord, 2° 20′ 31″ est | « PA00086741 » | Classé             | 1923          | Église Saint-Pierre de Montmartre                                                      |
| Hôtel Lejeune                                                                          | 28 avenue Junot 22 rue Simon-Dereure                                            | 48° 53′ 20″ nord, 2° 20′ 10″ est | « PA00086744 » | Inscrit            | 1982          | Hôtel Lejeune                                                                          |
| Immeuble                                                                               | 43 bis rue Damrémont                                                            | 48° 53′ 24″ nord, 2° 20′ 02″ est | « PA00086743 » | Inscrit            | 1988          | Immeuble                                                                               |
| Immeuble                                                                               | 7 rue de Trétaigne                                                              | 48° 53′ 31″ nord, 2° 20′ 32″ est | « PA00086745 » | Inscrit            | 1986          | Immeuble                                                                               |
| Immeubles situés 36, avenue Junot et 14-18, rue Simon-Dereure                          | 36, avenue Junot et 14-18, rue Simon-Dereure                                    | 48° 53′ 21″ nord, 2° 20′ 12″ est | « PA75180003 » | Inscrit            | 2019          | Immeubles situés 36, avenue Junot et 14-18, rue Simon-Dereure                          |
| Immeuble et piscine des Amiraux                                                        | 13 rue des Amiraux 4, 6 rue Hermann-Lachapelle                                  | 48° 53′ 40″ nord, 2° 21′ 03″ est | « PA00086742 » | Classé             | 1991          | Immeuble et piscine des Amiraux                                                        |
| Maison Eymonaud                                                                        | 7 impasse Marie-Blanche                                                         | 48° 53′ 09″ nord, 2° 19′ 57″ est | « PA00135370 » | Inscrit            | 1995          | Maison Eymonaud                                                                        |
| Maison de Tristan Tzara                                                                | 15 avenue Junot                                                                 | 48° 53′ 17″ nord, 2° 20′ 09″ est | « PA00086746 » | Inscrit            | 1975          | Maison de Tristan Tzara                                                                |
| Manufacture de porcelaine de Clignancourt                                              | 61, 63 rue du Mont-Cenis 103 rue Marcadet                                       | 48° 53′ 28″ nord, 2° 20′ 37″ est | « PA00086756 » | Inscrit            | 1965          | Manufacture de porcelaine de Clignancourt                                              |
| Marché de la Chapelle                                                                  | 8 rue de la Guadeloupe 1 rue de la Martinique 10 rue de l'Olive 27 rue de Torcy | 48° 53′ 27″ nord, 2° 21′ 41″ est | « PA00086747 » | Inscrit            | 1982          | Marché de la Chapelle                                                                  |
| Mire du Nord                                                                           | 1-3 rue Girardon 77-81 rue Lepic avenue Junot                                   | 48° 53′ 16″ nord, 2° 20′ 12″ est | « PA00086754 » | Classé             | 1934          | Mire du Nord                                                                           |
| Moulin de la galette                                                                   | 77 rue Lepic                                                                    | 48° 53′ 14″ nord, 2° 20′ 13″ est | « PA00086755 » | Inscrit            | 1958          | Moulin de la galette                                                                   |
| Le Pigalle (la décoration classée n'est plus visible)                                  | 22 boulevard de Clichy                                                          | 48° 52′ 57″ nord, 2° 20′ 14″ est | « PA00086738 » | Inscrit            | 1984          | Image manquante Téléverser                                                             |
| Théâtre de l'Atelier                                                                   | 1 place Charles-Dullin 45 rue d'Orsel                                           | 48° 53′ 00″ nord, 2° 20′ 32″ est | « PA00086758 » | Inscrit            | 1965          | Théâtre de l'Atelier                                                                   |
| Théâtre des Deux Ânes                                                                  | 100 boulevard de Clichy                                                         | 48° 53′ 03″ nord, 2° 19′ 54″ est | « PA00086760 » | Inscrit            | 1991          | Théâtre des Deux Ânes                                                                  |
| Élysée Montmartre                                                                      | 72, 74, 76 boulevard de Rochechouart 1, 3 rue de Steinkerque                    | 48° 52′ 59″ nord, 2° 20′ 37″ est | « PA00086757 » | Inscrit            | 1988          | Élysée Montmartre                                                                      |
| Le Trianon                                                                             | 80 boulevard de Rochechouart                                                    | 48° 52′ 58″ nord, 2° 20′ 35″ est | « PA00086759 » | Inscrit            | 1982          | Le Trianon                                                                             |
| Villa des Arts                                                                         | 15, 15 bis rue Hégésippe-Moreau 37 rue Ganneron                                 | 48° 53′ 15″ nord, 2° 19′ 38″ est | « PA00132991 » | Inscrit            | 1994          | Villa des Arts                                                                         |